# Hydropsyche suppleta
Hydropsyche suppleta är en nattsländeart som beskrevs av Wolfram Mey 1998. Hydropsyche suppleta ingår i släktet Hydropsyche och familjen ryssjenattsländor. Inga underarter finns listade i Catalogue of Life.